# Sabba Ștefănescu
Sabba Ștefănescu (1857-1931) fue un geólogo, paleontólogo y profesor rumano.

## Biografía

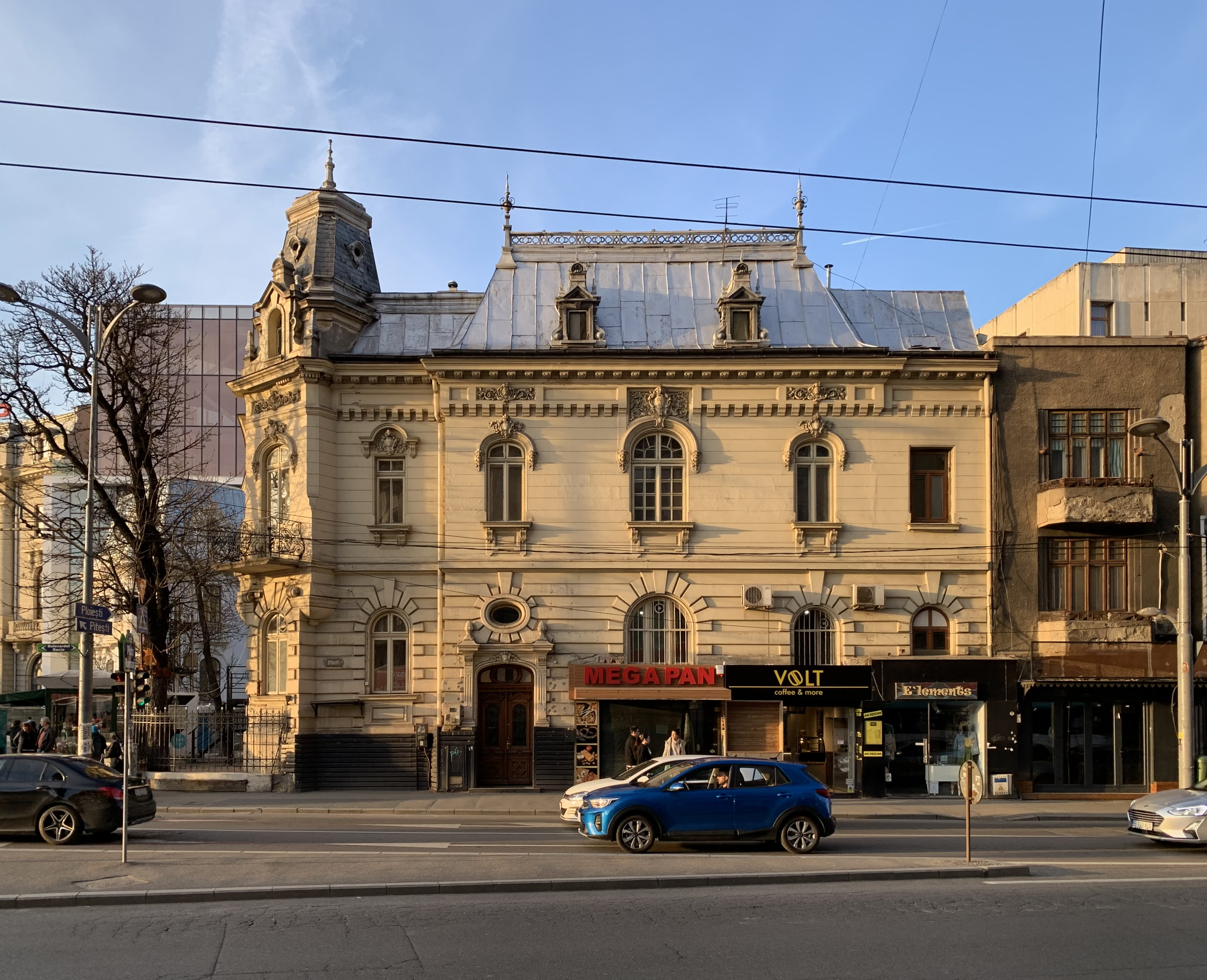
Casa de Sabba Ștefănescu en Bucarest

Nacido en 1857 en Craiova, realizó sus estudios primarios y secundarios en su ciudad natal y los superiores en Bucarest y París. Se ocupó de las ciencias naturales y especialmente de la geología y la paleontología. Autor de trabajos científicos originales y manuales didácticos, fue profesor de ciencias naturales en la escuela de negocios de Bucarest y miembro de la antigua oficina de geología. Hacia 1897 era director del colegio Sfântul Sava y profesor de ciencias naturales de dicho centro, además de miembro de la Sociedad Geológica de Francia y miembro correspondiente de la Academia Rumana. Falleció el 15 de agosto de 1931.
Sus principales publicaciones científicas fueron Études sur les terrains tertiaires de Roumanie : contribution à l'étude des faunes sarmatique : pontique et levantine, Memoriu relativ la geologia judeţului Dolj y  Memoriu relativ a la geologia judeţului Argeş , L'extension des conches sarmatiques en Roumanie, L'usage des conglomerats tertiaires de la Muntenia, Les conches geologiques traversées par les puits artesiens de Marculesti dans le Baragan de Ialomitza, Noi observatiuni geologce in Dobrogea y Studiu geologic asupra imprejurimilor Craiovei. Contribuyó con la descripción y representación de Mehedinți, Dolj, Argeş, Olt, Teleorman, Râmnicu Sărat, Bacău, Fălciu, Iași y Botoșani, además de ser autor de unos Manuelele didactice.